# Hyperaspis dissoluta
Hyperaspis dissoluta är en skalbaggsart som beskrevs av George Robert Crotch 1873. Hyperaspis dissoluta ingår i släktet Hyperaspis och familjen nyckelpigor.

## Underarter
Arten delas in i följande underarter:
- H. d. dissoluta
- H. d. nevadica